# Кашаково
Каша́ково (рос. Кашаково, башк. Кәшәк) — присілок у складі Чекмагушівського району Башкортостану, Росія. Входить до складу Тузлукушевської сільської ради.
Населення — 124 особи (2010; 146 у 2002).
Національний склад:
- татари — 92 %